# Maria Jacques
Maria Jacques (Kessel-Lo, 15 maart 1928 – Leuven, 10 februari 2009) was een Belgisch auteur, hoofdredacteur en journalist.

## Biografie
Maria Jacques werd in 1928 geboren in Kessel-Lo, in een gezin van 6 kinderen. Haar Waalse vader was hoofdredacteur van het tijdschrift van de Belgische Boerenbond en – in zijn vrije tijd – bibliothecaris van de afdeling Blauwput van het Davidsfonds in Kessel-Lo. Haar moeder was Vlaams.
Van 1939 tot 1945 volgde Jacques de Grieks-Latijnse humaniora aan het Paridaensinstituut in Leuven. In 1950 behaalde ze het diploma van licentiaat in de Politieke en sociale wetenschappen met specialisatie journalistiek aan de Katholieke Universiteit Leuven.
Maria Jacques reisde graag en deed dat ook beroepshalve. Ze woonde van 1964 tot 1965 in een Italiaans dorpje in de Monti Lepini in de regio Lazio waar ze een oude hoeve liet renoveren om er te schrijven en deel te nemen aan opgravingen.
Maria Jacques was lid van het Christelijk Vlaams Kunstenaarsverbond (CVKV).
Ze stierf op (bijna) 81-jarige leeftijd in Leuven.

## Schrijverscarrière
Ze schreef al vroeg artikels voor diverse bladen en recenseerde als eerste (en toen enige) Vlaamse vrouw science-fictionverhalen. Van 1952 tot 1970 was ze hoofdredacteur van het tweemaandelijkse tijdschrift Dageraad, een blad voor jonge getrouwde vrouwen waarbij je in die tijd als getrouwde vrouw niet kon werken. Tot haar pensioen in 1988 was ze hoofdredacteur van het (grotere) blad Vrouw en Wereld. De oplage van het blad nam in die 18 jaar toe van 250.000 tot 325.000 exemplaren. Beide tijdschriften waren uitgaven van de Kristelijke Arbeiders Vrouwen (KAV, nu: Femma).
In 1961 debuteerde ze met haar eerste roman. Ze schreef daarnaast als freelance journalist over toerisme en film en was lector bij verschillende uitgeverijen.
Als fan van onder meer Ngaio Marsh, Agatha Christie, Dorothy Sayers, het personage/pseudoniem Ellery Queen en van Josephine Tey lag het voor de hand dat ze ook detectives zou schrijven. Ze zou één van de eerste vrouwelijke detectiveschrijvers in Vlaanderen zijn geweest. Ze is nog steeds één van de weinige. Ook in de boeken in andere genres die ze schreef waren spanningselementen aanwezig.
Jacques schreef haar boeken echter ook vanuit een diepe persoonlijke belangstelling. Dat was ook zo voor de sciencefiction- en historische romans die ze schreef. Sterke vrouwen hebben hierin vaak de hoofdrol. Veel van de romans die ze schreef, speelden zich af in Leuven.
Jacques schreef historische jeugdliteratuur, reisverhalen, magisch-realistische romans (zoals De visserkoning en Cirkels van graan), sciencefiction en detectives. Zo was ze ook één van de weinige Vlaamse vrouwelijke auteurs van sciencefiction.
Haar grote successen als schrijver kende ze vooral in het genre van de (historische) jeugdroman, zoals De meester van de bijen (Davidsfonds, 1985) en Licht uit, deur dicht (Averbode, 1992).
Van De vrouwen van het hof werden 15.000 exemplaren verkocht. Ter vergelijking: De heuvel van Meessen verkocht er 7.000. In 2005 verscheen haar laatste roman, Cirkels van graan.

## Publicaties
- 1961 - De haan is dood (detectiveroman) Reinaert Uitgaven
- 1962 - Familie Koenen op fossielenjacht (jeugdroman) Davidsfonds
- 1962 - Wolven huilen in Konstantinopel (historische jeugdroman) Desclée de Brouwer
- 1964 - Groen is het bos van mijn volk: een oeroud verhaal, geschreven voor jonge mensen van -   15 tot 75 jaar (roman) Davidsfonds
- 1966 - Met Goethe naar Rome (reisverhaal) Reinaert
- 1967 - De zee glimlacht niet (detectiveroman) Davidsfonds
- 1970 - Bim bam Beieren (reisverhaal) Reinaert
- 1974 - Morgen is blond (sciencefiction) D.A.P. Reinaert Uitgaven
- 1976 - Koel als witte wijn (horror - kortverhaal) in: Land van de griezel[11]
- 1977 - De dolle tijdmachine (sciencefiction - jeugd) Standaard Uitgeverij
- 1977 - Het groene volkje (sciencefiction - kortverhaal) in: Dans in de ruimte[12]
- 1977 - Nikki met de blauwe ogen (kortverhaal)
- 1978 - De visserkoning (roman) Reinaert
- 1979 - Het hongerige strand (sciencefiction – jeugd)  Standaard
- 1979 - Waar ben je, Suzanne? (detective) Davidsfonds
- 1980 - Van emancipatie gesproken: fotoboek over zestig en meer jaren KAV-leven (non-fictie) Nationaal Verbond KAV
- 1981 - De kat kwam weer (jeugdboek) Altiora
- 1982 - Maria Jacques Omnibus (De zee glimlacht niet. Nikki. De haan is dood) Reinaert
- 1984 - De ring van Minos (roman) Davidsfonds
- 1985 - De meester van de bijen (jeugdroman) Davidsfonds
- 1985 - Provence: zon en magie (reisverhaal) Davidsfonds
- 1987 - Beieren: romantisch avontuur (reisverhaal) Davidsfonds
- 1989 - Vlucht over de grens (historische jeugdroman) Altiora
- 1990 - Bretagne: land van de zee (reisverhaal) Davidsfonds
- 1991 - Licht uit, deur dicht (historische jeugdroman) Altiora
- 1993 - De stad brandt (historische jeugdroman) Altiora
- 1994 - De vrouwen van het hof (historische jeugdroman) Davidsfonds/De Clauwaert
- 1994 - Indiaan met blanke voet (jeugdroman) Davidsfonds/Infodok
- 1995 - Rak van de Blauwe Grot (kortverhaal - jeugd) Averbode
- 1997 - De heuvel van Meessen (historische roman) Davidsfonds/De Clauwaert
- 1998 - Het Zwarte Woud: pittig vakantieland (reisverhaal) Davidsfonds
- 2001 - De schreeuw van Katelijn (historische jeugdroman) Davidsfonds
- 2003 - De dochters van de maan (roman) Davidsfonds/Literair
- 2005 - Cirkels van graan (roman) Davidsfonds/Literair

## Bekroningen
- 1961 - Literaire Reinaertprijs voor De haan is dood.
- 1970 - Persprijs van de Duitse Dienst voor Toerisme voor toeristische reportages voor het reisverhaal Bim bam Beieren
- 1973 - Literaire Reinaertprijs voor Morgen is blond
- 1994 - Jacob van Maerlant-prijs voor Indiaan met blanke voet
- 1995 - Daan Inghelramprijs van de stad Blankenberge voor De vrouwen van het hof

- Digitale Bibliotheek voor de Nederlandse Letteren: jacq001
- Gemeinsame Normdatei: 120816229
- International Standard Name Identifier: 0000 0000 6316 8952
- Library of Congress Control Number: n82090005
- Nederlandse Thesaurus van Auteursnamen: 071562540
- Système universitaire de documentation: 135388864
- Trove: 887978
- Virtual International Authority File: 8227399
- WorldCat: E39PBJqQDc6CDBxqRG8JVmFtKd